# 薩瓜德塔納莫

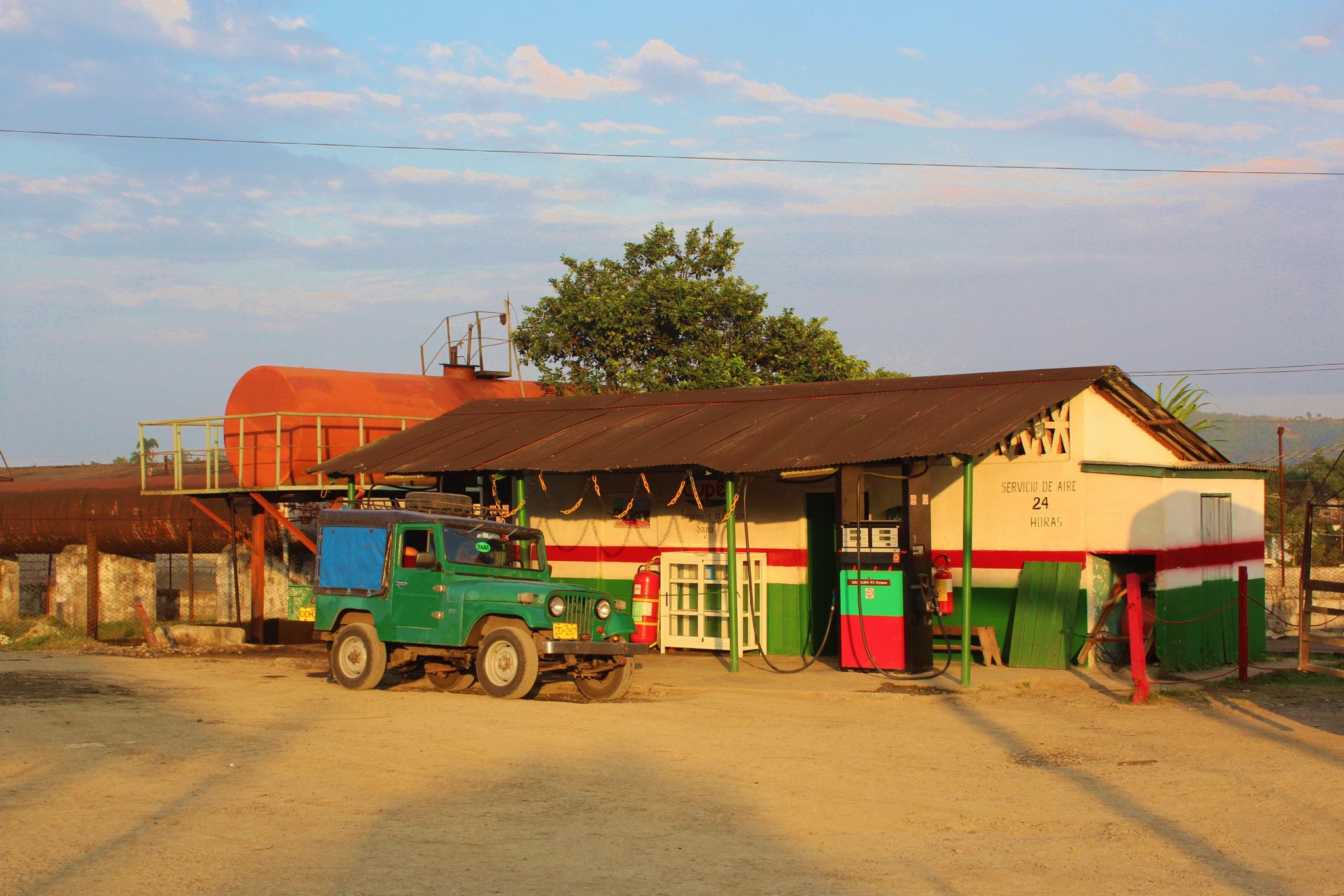
薩瓜德塔那摩的一個加油站

薩瓜德塔那摩是古巴的城鎮，属奧爾金省，始建於1804年，面積704平方公里，海拔高度10米，2004年人口52,013，人口密度為每平方公里73.9人。